# 雇用・利子および貨幣の一般理論
『雇用・利子および貨幣の一般理論』（こよう・りしおよびかへいのいっぱんりろん、英: The General Theory of Employment, Interest and Money）は、イギリスの経済学者ジョン・メイナード・ケインズが1936年に著した経済学書。単に『一般理論』と呼ばれることもある。
当時の古典派経済学では、市場は自律的（見えざる手）に調整されるため、最終的あるいは長期的には失業は存在しないとされていた。だが現実には、1929年の世界恐慌では、未曽有の大量失業が発生し、さらに長期間続いた。古典派経済学理論と現実との不適応な関係が指摘されており、本書でケインズは「有効需要によって生産水準が決定され、それが失業を発生させる」ことを明らかにして、経済状況を改善し、失業を解消するために、政府による財政政策及び金融政策などさまざまな面からの政策の必要性を説くだけではなく、その理論的根拠を与えた。完全雇用もケインズにより定義された。

## 構成
- 第1篇 緒論
- 第2編 定義および基礎概念
- 第3編 消費性向
- 第4編 投資誘因
- 第5編 貨幣賃金および価格
- 第6篇 一般理論の示唆に関する若干の覚書

## 内容
古典派経済学の理論においては、貨幣を物々交換の媒体として位置づけており、また同時に、市場には現在の資産を将来に渡って合理的に配分する機能があると考えられていた。しかし、ケインズは、このような想定は十分に批判可能であると考えた。なぜなら、そもそも市場が機能するためには、将来に発生する事柄の内容とその確率分布を知らなければならないが、それは不可能であり、不確実性が市場経済を本質的に支配していると考えたほうが現実的であるからである。また、ケインズは、貨幣はそのままでは必ずしも交換の媒体になるのではなく、誰にでも受容されうるという信頼性が伴って初めて貨幣として機能すると説き、それゆえ、もし仮にすべての人が貨幣を保有しようとすると、いわゆる流動性の罠が生じることを指摘した。
将来的な不確実性に対する人々の不安は、市場においては需要の低下として示される。経済システムを動かしている社会的要因は、さまざまな心理状況からもたらされている。将来に対する不安が増大すれば、市場では資産の売却による利益の確定と貨幣の保有を増大させる事態を招く。ケインズは、資産としての価値が低下する際に、それを売却して貨幣を保有しようとする選好を「流動性選好」という用語に概念化した。この流動性選好に基づいて判断すれば、投資が盛んなときは、社会の心理的状況が上向きになっており、それが行き過ぎればインフレーションが起こる。逆に不安が増大すれば、人々は貨幣を保有しようとし、設備投資や消費を抑制する。このように、現在及び将来に関する不確実性に対する楽観視や不安感は、社会において常に変動し、そのことが景気の循環を生み出すと考えた。

## 反響
この本は、当時の経済学界に衝撃を与えた。ケインズより若い世代は、この本を熱狂的に支持したのに対して、古い世代の経済学者たちは、本書を批判した。ポール・サミュエルソンは、「南海島民の孤立した種族を最初に襲って、そのほとんど全滅させた疫病のような思いがけない猛威をもって、年齢35歳以下のほとんどの経済学者をとらえた。50歳以上の経済学者は、結局、その病気にまったく免疫であった。」と語っている。

## 書誌情報
- 『雇傭・利子および貨幣の一般理論』塩野谷九十九訳、東洋経済新報社、第1刷発行1941年。
- 『雇用・利子および貨幣の一般理論』塩野谷祐一訳、東洋経済新報社〈ケインズ全集 第7巻〉、1983年11月。ISBN 4-492-81147-8。
- 『雇用・利子および貨幣の一般理論』塩野谷祐一訳（普及版）、東洋経済新報社、1995年3月。ISBN 4-492-31218-8。
- 『雇用, 利子および貨幣の一般理論（上）』間宮陽介訳、岩波書店〈岩波文庫〉、2008年1月。ISBN 978-4-00-341451-4。
- 『雇用, 利子および貨幣の一般理論（下）』間宮陽介訳、宇沢弘文解題、岩波書店〈岩波文庫〉、2008年3月。ISBN 978-4-00-341452-1。
  - 『雇用, 利子および貨幣の一般理論』間宮陽介訳、ワイド版岩波文庫（上・下）、2012年8月-9月
- 『要約 ケインズ 雇用と利子とお金の一般理論』山形浩生要約・訳、飯田泰之解説、ポット出版、2011年11月。ISBN 978-4-7808-0171-2。
- 『雇用、利子、お金の一般理論』山形浩生訳、講談社学術文庫、2012年3月。ISBN 978-4-06-292100-8。

ポール・クルーグマン「イントロダクション」およびジョン・R・ヒックス『ケインズ氏と「古典派」たち：解釈の一示唆』を併録。
- 『超訳 ケインズ『一般理論』』山形浩生編訳・解説、東洋経済新報社、2021年3月。ISBN 978-4-492-31535-4。
- 『雇用、金利、通貨の一般理論』大野一訳、日経BP〈日経BPクラシックス〉、2021年4月。ISBN 978-4-296-00015-9。

### 日本語訳文についての評価
日本語訳文についての評価として、翻訳家の山岡洋一による間宮陽介訳(岩波文庫 2008年)の批判的検討、経済学者米倉茂による間宮陽介訳、塩野谷祐一訳(1983)への誤訳の指摘を含めた批判がある。
経済学者小峯敦・仲北浦淳基による五種類の訳本、すなわち、塩野谷九十九訳、塩野谷祐一訳、間宮陽介訳の専門家による訳（学者訳）、山形浩生訳、大野一訳の日常語訳の比較検証では、学者訳における、文章の硬さ、日常的な用語に関する逐語訳の弊害と、他方の、蓄積された知的財産の継承という点からの専門用語の利点など（「利子」か「金利」か、「貨幣」か「お金」か「通貨」のいずれの訳語が適切か、流動性選好・乗数・有効需要などの専門用語の利点）が指摘され、専門家による訳と、日常語訳との共同作業の必要性と可能性が指摘された。